# Desmia parastigma
Desmia parastigma là một loài bướm đêm trong họ Crambidae.